# Kounosu
Kounosu (鴻巣市 -shi) é uma cidade japonesa localizada na província de Saitama.
Em 2003 a cidade tinha uma população estimada em 84 145 habitantes e uma densidade populacional de 2 345,83 h/km². Tem uma área total de 35,87 km².
Recebeu o estatuto de cidade a 30 de Setembro de 1954.